# Niklas Zennström

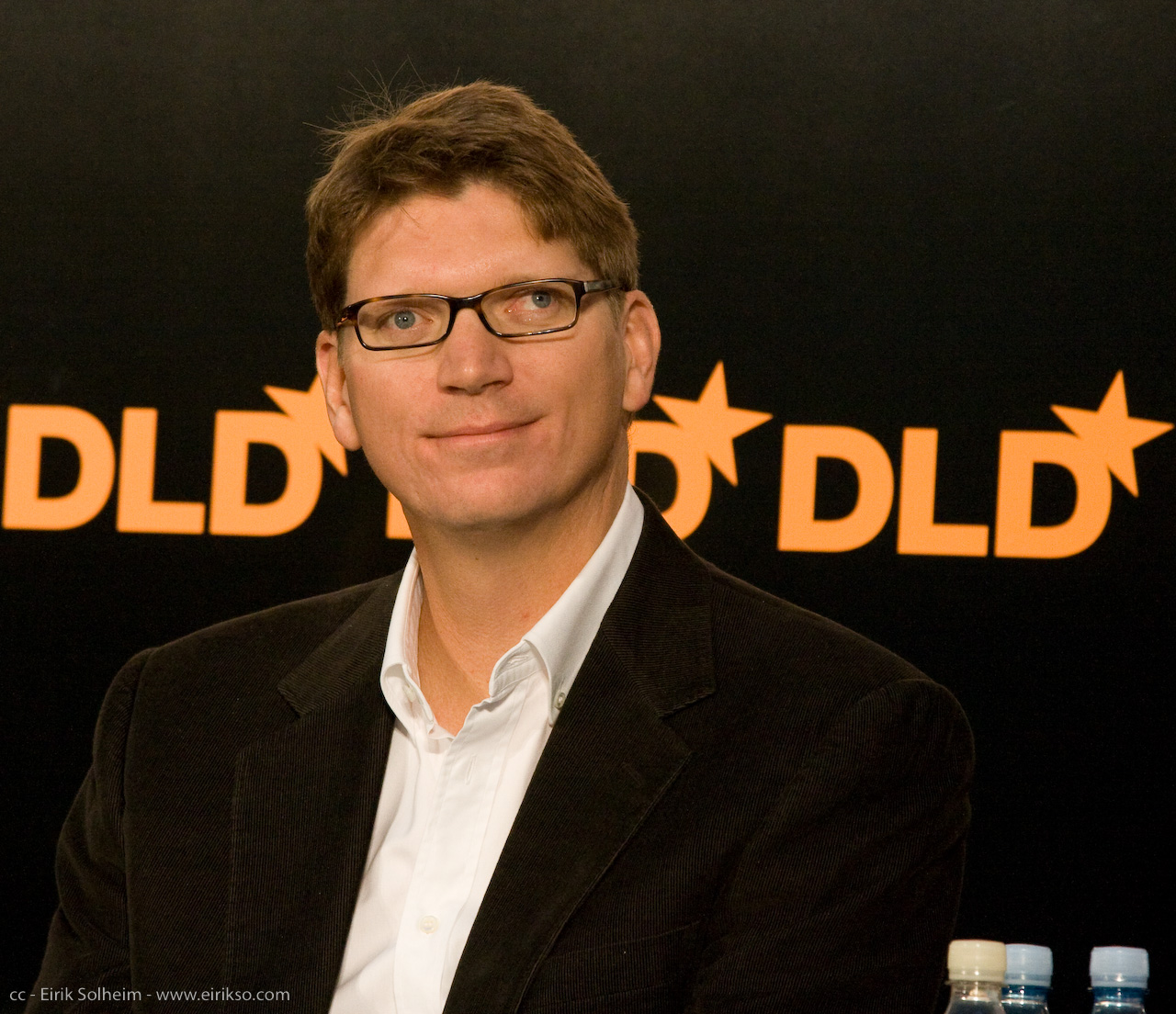
Niklas Zennström in 2008

Niklas Zennström (Järfälla, 16 februari 1966) is een Zweedse IT-ondernemer en miljardair. Hij is de grondlegger van de internetdiensten KaZaA (peer-to-peer data uitwisselingsnetwerk) en Joost en van het bedrijf Skype (peer-to-peer internet-telefoonnetwerk). Hij richtte ook Atomico op, een venturecapitalbedrijf gericht op de IT-sector.

## Biografie
Zennström groeide op in Uppsala en studeerde aan de plaatselijke universiteit economie en computerwetenschappen. Hij begon zijn professionele carrière in 1991 en werkte acht jaar binnen verschillende bedrijven van Jan Stenbeck, een grote Zweedse media- en telecomondernemer, eigenaar van Investment AB Kinnevik, dat meerderheidseigenaar was van onder meer Tele2. Zennstöm was ook enige jaren CEO van het internetportal Everyday.com. Bij Tele2, toen nog een lokale alternatieve operator van vaste telefoniediensten, leerde hij Janus Friis kennen, die zijn zakelijke partner werd. Ze richtten onder meer Kazaa op, een programma voor het delen van bestanden gebaseerd op P2P-technologie dat in twee jaar tijd 's werelds meest gedownloade software werd. Verder de bedrijven Skype, de internetvideodienst Joost en de onlinemuziekdienst Rdio.
In 2006 werd Niklas Zennström door Time Magazine uitgeroepen tot een van 's werelds meest invloedrijke mensen.
Hij werd bekroond met de KTH grand prize in 2009 en met de Koninklijke medaille in 2013. Op 27 november 2014 werd Zennström verkozen tot lid van de Zweedse Startup Hall of Fame van SUP46.

## Bedrijven

### Skype
Zennström en Friis richtten in 2003 Skype op, een IP-telefoniebedrijf, dat in 2005 door Ebay werd overgenomen voor $ 2,6 miljard. In September 2009 kochten Silver Lake, Andreessen Horowitz en de Canada Pension Plan Investment Board 65% van Skype van eBay en in mei 2011 kocht Microsoft Skype voor $ 8,5 miljard, ter vervanging van Windows Live Messenger.
Zennström was tot oktober 2007 CEO van Skype. In die tijd werd Skype de toonaangevende speler in internetgebaseerde spraakcommunicatie (VoIP), met meer dan 309 miljoen geregistreerde gebruikers en een omzet van $ 551 miljoen (2008). Samen met Janus Friis staat Zennström ook achter de internetvideodienst Joost en de online muziekdienst Rdio, uitgesproken als "ar-di-o".

### Atomico
Niklas Zennström is oprichter en CEO van de investeringsmaatschappij Atomico, die investeert in relatief nieuwe bedrijven in de IT-sector. Het bedrijf wil investeren in snelgroeiende technologiebedrijven die de potentie hebben om de markt waarin zij opereren te veranderen. Atomico is gevestigd in Londen met kantoren in Beijing, Istanbul, São Paulo en Tokio. Tot op heden heeft Atomico geïnvesteerd in meer dan 50 bedrijven op vier continenten. Onder de huidige en eerdere investeringen van Atomico zijn onder andere Rovio, Jawbone, Fon, Fab, Klarna en Skype.

## Filantropie
Niklas Zennström heeft samen met zijn vrouw Cathrine Zennström Philanthropies opgericht, dat activiteiten op het gebied van klimaatonderzoek, mensenrechten en ondernemerschap ondersteunt. Niklas Zennström houdt zich vooral bezig met de bestrijding van klimaatverandering en de verbetering van de toestand van de Oostzee.
Niklas Zennström heeft ook een prijs opgericht, de Green Mentorship Award, die wordt toegekend aan ondernemers in milieutechnologie. De winnaar krijgt een jaar persoonlijk mentorschap van Niklas Zennström.